# Nowy Świat (Bąków)
Nowy Świat – część wsi Bąków w Polsce, położona w województwie śląskim, w powiecie cieszyńskim, w gminie Strumień, 
W latach 1975–1998 Nowy Świat położony był w województwie bielskim.